# Henry Mill
Henry Mill (ur. ok. 1683, zm. 1771), mechanik angielski.
Opatentował pierwowzór maszyny do pisania w 1714.